# Lijst van voetbalinterlands Finland - Griekenland
Deze lijst van voetbalinterlands is een overzicht van alle officiële voetbalwedstrijden tussen de nationale teams van Finland en Griekenland. De landen speelden tot op heden twintig keer tegen elkaar. De eerste wedstrijd betrof een kwalificatieduel voor het Europees kampioenschap voetbal 1968, gespeeld op 16 oktober 1966 in Thessaloniki. Het laatste duel, een groepswedstrijd tijdens de UEFA Nations League 2024/25, vond plaats in Helsinki op 17 november 2024.

## Wedstrijden
| №  | Plaats       | Datum            | Competitie                  | Wedstrijd             | Uitslag |
| -- | ------------ | ---------------- | --------------------------- | --------------------- | ------- |
| 1  | Thessaloniki | 16 oktober 1966  | EK 1968 kwalificatie        | Griekenland – Finland | 2 – 1   |
| 2  | Helsinki     | 10 mei 1967      | EK 1968 kwalificatie        | Finland – Griekenland | 1 – 1   |
| 3  | Helsinki     | 24 mei 1978      | EK 1980 kwalificatie        | Finland – Griekenland | 3 – 0   |
| 4  | Athene       | 11 oktober 1978  | EK 1980 kwalificatie        | Griekenland – Finland | 8 – 1   |
| 5  | Helsinki     | 9 oktober 1991   | EK 1992 kwalificatie        | Finland – Griekenland | 1 – 1   |
| 6  | Athene       | 30 oktober 1991  | EK 1992 kwalificatie        | Griekenland – Finland | 2 – 0   |
| 7  | Thessaloniki | 12 oktober 1994  | EK 1996 kwalificatie        | Griekenland – Finland | 4 – 0   |
| 8  | Helsinki     | 11 juni 1995     | EK 1996 kwalificatie        | Finland – Griekenland | 2 – 1   |
| 9  | Larnaca      | 3 februari 1999  | Vriendschappelijk           | Finland – Griekenland | 1 – 2   |
| 10 | Athene       | 7 oktober 2000   | WK 2002 kwalificatie        | Griekenland – Finland | 1 – 0   |
| 11 | Helsinki     | 5 september 2001 | WK 2002 kwalificatie        | Finland – Griekenland | 5 – 1   |
| 12 | Nicosia      | 6 februari 2008  | Vriendschappelijk           | Griekenland – Finland | 2 – 1   |
| 13 | Helsinki     | 11 oktober 2014  | EK 2016 kwalificatie        | Finland – Griekenland | 1 – 1   |
| 14 | Piraeus      | 4 september 2015 | EK 2016 kwalificatie        | Griekenland – Finland | 0 – 1   |
| 15 | Tampere      | 15 oktober 2018  | UEFA Nations League 2018/19 | Finland – Griekenland | 2 – 0   |
| 16 | Athene       | 15 november 2018 | UEFA Nations League 2018/19 | Griekenland – Finland | 1 − 0   |
| 17 | Tampere      | 5 september 2019 | EK 2020 kwalificatie        | Finland – Griekenland | 1 – 0   |
| 18 | Athene       | 18 november 2019 | EK 2020 kwalificatie        | Griekenland – Finland | 2 – 1   |
| 19 | Athene       | 7 september 2024 | UEFA Nations League 2024/25 | Griekenland – Finland | 3 – 0   |
| 20 | Helsinki     | 17 november 2024 | UEFA Nations League 2024/25 | Finland – Griekenland | 0 – 2   |

## Samenvatting
| Competitie          | Totaal gespeeld | Winst Finland | Gelijk | Winst Griekenland | Doelsaldo Finland – Griekenland |
| ------------------- | --------------- | ------------- | ------ | ----------------- | ------------------------------- |
| WK-kwalificatie     | 2               | 1             | 0      | 1                 | 5 − 2                           |
| EK-kwalificatie     | 12              | 4             | 3      | 5                 | 13 − 22                         |
| UEFA Nations League | 4               | 1             | 0      | 3                 | 2 − 6                           |
| Vriendschappelijk   | 2               | 0             | 0      | 2                 | 2 − 4                           |
| Totaal              | 20              | 6             | 3      | 11                | 22 − 34                         |

## Details

### Vijfde ontmoeting
| EK 1992 kwalificatie (Helsinki, Finland, 9 oktober 1991): |       |                             |
| Finland                                                   | 1 – 1 | Griekenland                 |
| Kari Ukkonen 50'                                          | goals | 74' Panagiotis Tsalouchidis |

### Zesde ontmoeting
| EK 1992 kwalificatie (Athene, Griekenland, 30 oktober 1991): |       |         |
| Griekenland                                                  | 2 – 0 | Finland |
| Dimitris Saravakos 50' Stefanos Borbokis 52'                 | goals |         |

### Zevende ontmoeting
| EK 1996 kwalificatie (Thessaloniki, Griekenland, 12 oktober 1994):                    |       |         |
| Griekenland                                                                           | 4 – 0 | Finland |
| Dimitris Markos 23' Daniel Batista Lima 70' Nikos Machlas 76' Nikos Machlas 90'       | goals |         |
| - 25ste en laatste interland van Finland onder leiding van bondscoach Tommy Lindholm. |       |         |

### Achtste ontmoeting
| EK 1996 kwalificatie (Helsinki, Finland, 11 juni 1995): |       |                     |
| Finland                                                 | 2 – 1 | Griekenland         |
| Jari Litmanen 45' (pen.) Ari Hjelm 54'                  | goals | 6' Demis Nikolaidis |

### Negende ontmoeting
| Vriendschappelijk (Larnaca, Cyprus, 3 februari 1999): |       |                                                    |
| Finland | 1 – 2 | Griekenland                                        |
| Petteri Kaijasilta 63' | goals | 67' (pen.) Demis Nikolaidis 88' Grigoris Georgatos |
| - Debuut van Jani Viander (HJK Helsinki), Janne Salli (FC Haka), Matti Hiukka (FC Jokerit) en Ville Priha (VPS Vaasa) voor Finland. - Debuut van Pantelis Konstantinidis (PAOK), Takis Fyssas (Panathinaikos), Giannis Goumas (Panathinaikos), Sotiris Konstantinidis (Iraklis) en Akis Zikos (AEK) voor Griekenland. |       |                                                    |

### Twaalfde ontmoeting
| Vriendschappelijk (Nicosia, Cyprus, 6 februari 2008):                                                                       |       |                   |
| Griekenland | 2 – 1 | Finland           |
| Angelos Charisteas 67' Kostas Katsouranis 71'                                                                               | goals | 66' Jari Litmanen |
| - Eerste duel van Finland onder leiding van bondscoach Stuart Baxter. - Debuut van middenvelder Markus Halsti voor Finland. |       |                   |

### Dertiende ontmoeting
| EK 2016 kwalificatie (scheidsrechter David Fernández, Helsinki, 11 oktober 2014):                                                                                  |              | |
| Finland | 1 – 1        | Griekenland |
| Jarkko Hurme 55' | goals        | 24' Nikolaos Karelis |
| Mika-Matti Paatelainen | bondscoach   | Claudio Ranieri |
| Niki Mäenpää Kari Arkivuo Niklas Moisander Joona Toivio Jarkko Hurme Roman Jerjomenko Tim Sparv Përparim Hetemaj 46' Alexander Ring Teemu Pukki 70' Riku Riski 88' | opstellingen | Orestis Karnezis Vasilis Torosidis Loukas Vyntra Sokratis Papastathopoulos Kostas Manolas Giannis Maniatis Panagiotis Tachtsidis Andreas Samaris 70' Haris Mavrias 81' Nikolaos Karelis 84' Stefanos Athanasiadis |
| Kasper Hämäläinen 46' Joel Pohjanpalo 70' Teemu Tainio 88' | wissels      | 70' Vaggelis Moras 81' Giorgos Samaras 84' Kostas Mitroglou |
| Përparim Hetemaj 13' Tim Sparv 74' Niki Mäenpää 84' | gele kaarten | 22' Vasilis Torosidis 29' Nikolaos Karelis 84' Giannis Maniatis |
| - Debuut van Nikolaos Karelis (Panathinaikos FC) voor Griekenland.                                                                                                 |              | |

### Veertiende ontmoeting
| EK 2016 kwalificatie (scheidsrechter Sergiej Bojko, Piraeus, 4 september 2015): |              | |
| Griekenland | 0 – 1        | Finland |
| | goals        | 75' Joel Pohjanpalo |
| Tsanas Kostas | bondscoach   | Markku Kanerva |
| Orestis Karnezis Iosif Holevas Kyriakos Papadopoulos Loukas Vyntra Sokratis Papastathopoulos Alexandros Tziolis Kostas Fortounis Andreas Samaris 86' Hristos Aravidis 67' Kostas Mitroglou Nikolaos Karelis 77' | opstellingen | Lukáš Hrádecký Kari Arkivuo Paulus Arajuuri Joona Toivio Jere Uronen Tim Sparv Përparim Hetemaj Markus Halsti 46' Kasper Hämäläinen Alexander Ring 67' Teemu Pukki |
| Panagiotis Kone 67' Taxiarchis Fountas 77' Panagiotis Tachtsidis 86' | wissels      | 46' 81' Berat Sadik 67' Joel Pohjanpalo 81' Sakari Mattila |
| Andreas Samaris 52' Sokratis Papastathopoulos 90+4' | gele kaarten | 48' Paulus Arajuuri |
| - Debuut van Hristos Aravidis (AEK Athene) voor Griekenland. |              | |

Finse voetbalbond · A-internationals · Bondscoaches · Statistieken · Fins vrouwenelftal · Olympisch elftal · Finland U21 · Finland U20 · Finland U19 · Finland U18 · Finland U17 · Finland U16
1911 – 1919 ·
1920 – 1929 ·
1930 – 1939 ·
1940 – 1949 ·
1950 – 1959 ·
1960 – 1969 ·
1970 – 1979 ·
1980 – 1989 ·
1990 – 1999 ·
2000 – 2009 ·
2010 – 2019 ·
2020 − 2029
EK 2020
OS 1912 ·
OS 1936 ·
OS 1952 ·
OS 1980
1911 · 
1912 · 
1913 · 
1914 · 
1915 · 1916 · 1917 · 1918 · 
1919 · 
1920 · 
1921 · 
1922 · 
1923 · 
1924 · 
1925 · 
1926 · 
1927 · 
1928 · 
1929 · 
1930 · 
1931 · 
1932 · 
1933 · 
1934 · 
1935 · 
1936 · 
1937 · 
1938 · 
1939 · 
1940 · 
1941 · 
1942 · 
1943 · 
1944 · 
1945 · 
1946 · 
1947 · 
1948 · 
1949 · 
1950 · 
1952 · 
1952 · 
1953 · 
1954 · 
1955 · 
1956 · 
1957 · 
1958 · 
1959 · 
1960 · 
1961 · 
1962 · 
1963 · 
1964 · 
1965 · 
1966 · 
1967 · 
1968 · 
1969 · 
1970 · 
1971 · 
1972 · 
1973 · 
1974 · 
1975 · 
1976 · 
1977 · 
1978 · 
1979 · 
1980 · 
1981 · 
1982 · 
1983 · 
1984 · 
1985 · 
1986 · 
1987 · 
1988 · 
1989 · 
1990 · 
1991 · 
1992 · 
1993 · 
1994 · 
1995 · 
1996 · 
1997 · 
1998 · 
1999 · 
2000 · 
2001 · 
2002 · 
2003 · 
2004 · 
2005 · 
2006 · 
2007 · 
2008 · 
2009 · 
2010 · 
2011 · 
2012 · 
2013 · 
2014 · 
2015 · 
2016 · 
2017 · 
2018 ·
2019 ·
2020
Albanië ·
Algerije ·
Andorra ·
Armenië ·
Azerbeidzjan ·
Bahrein ·
Barbados ·
België ·
Bermuda ·
Bolivia ·
Bosnië en Herzegovina ·
Brazilië ·
Bulgarije ·
Canada ·
Chili ·
China ·
Colombia ·
Costa Rica ·
Cyprus ·
Denemarken ·
DDR ·
(West-)Duitsland ·
Ecuador ·
Egypte ·
Engeland ·
Estland ·
Faeröer ·
Frankrijk ·
Georgië ·
Griekenland ·
Honduras ·
Hongarije ·
Ierland ·
IJsland ·
India ·
Irak ·
Israël ·
Italië ·
Japan ·
Jemen ·
Joegoslavië ·
Jordanië ·
Kameroen ·
Kazachstan ·
Koeweit ·
Kosovo ·
Kroatië ·
Letland ·
Liechtenstein ·
Litouwen ·
Luxemburg ·
Maleisië ·
Malta ·
Marokko ·
Mexico ·
Moldavië ·
Montenegro ·
Nederland ·
Noord-Ierland ·
Noord-Korea ·
Noord-Macedonië ·
Noorwegen ·
Oekraïne · 
Oman ·
Oostenrijk ·
Peru ·
Polen ·
Portugal ·
Qatar ·
Roemenië ·
Rusland ·
San Marino ·
Saoedi-Arabië ·
Schotland ·
Servië ·
Servië en Montenegro ·
Singapore ·
Slovenië ·
Slowakije ·
Sovjet-Unie ·
Spanje ·
Thailand ·
Trinidad en Tobago ·
Tsjechië ·
Tsjecho-Slowakije ·
Tunesië ·
Turkije ·
Uruguay ·
Verenigde Arabische Emiraten ·
Verenigde Staten ·
Wales ·
Wit-Rusland ·
Zuid-Korea ·
Zweden ·
Zwitserland
België (2021) · 
Denemarken (2021) · 
Rusland (2021)
EPO · A-internationals · Bondscoaches · Selecties · Grieks vrouwenelftal · Olympisch elftal · Griekenland U21 · Griekenland U20 · Griekenland U19 · Griekenland U18 · Griekenland U17 · Griekenland U16
1920 – 1929 ·
1930 – 1939 ·
1940 – 1949 ·
1950 – 1959 ·
1960 – 1969 ·
1970 – 1979 ·
1980 – 1989 ·
1990 – 1999 ·
2000 – 2009 ·
2010 – 2019 ·
2020 − 2029
EK 1980 · 
EK 2004 · 
EK 2008 · 
EK 2012
WK 1994 · 
WK 2010 · 
WK 2014
OS 1920 · 
OS 1952 · 
OS 2004
1920 · 
1921–1928 · 
1929 · 
1930 · 
1931 · 
1932 · 
1933 · 
1934 · 
1935 · 
1936 · 
1937 · 
1938 · 
1939–1947 · 
1948 · 
1949 · 
1950 · 
1952 · 
1952 · 
1953 · 
1954 · 
1955 · 
1956 · 
1957 · 
1958 · 
1959 · 
1960 · 
1961 · 
1962 · 
1963 · 
1964 · 
1965 · 
1966 · 
1967 · 
1968 · 
1969 · 
1970 · 
1971 · 
1972 · 
1973 · 
1974 · 
1975 · 
1976 · 
1977 · 
1978 · 
1979 · 
1980 · 
1981 · 
1982 · 
1983 · 
1984 · 
1985 · 
1986 · 
1987 · 
1988 · 
1989 · 
1990 · 
1991 ·
1992 · 
1993 · 
1994 · 
1995 · 
1996 · 
1997 · 
1998 · 
1999 · 
2000 · 
2001 · 
2002 · 
2003 · 
2004 · 
2005 · 
2006 · 
2007 · 
2008 · 
2009 · 
2010 · 
2011 · 
2012 · 
2013 · 
2014 · 
2015 · 
2016 · 
2017 · 
2018 ·
2019 ·
2020 ·
2021 ·
2022 ·
2023
Albanië ·
Argentinië ·
Armenië ·
Australië ·
België ·
Bolivia ·
Bosnië en Herzegovina ·
Brazilië ·
Bulgarije ·
Canada ·
Chili ·
Colombia ·
Costa Rica ·
Cyprus ·
Denemarken ·
DDR · 
Duitsland ·
Ecuador · 
Egypte ·
El Salvador ·
Engeland ·
Estland ·
Ethiopië ·
Faeröer ·
Finland ·
Frankrijk ·
Georgië ·
Ghana ·
Gibraltar ·
Honduras ·
Hongarije ·
Ierland ·
IJsland ·
Israël ·
Italië ·
Ivoorkust ·
Japan ·
Joegoslavië ·
Kameroen ·
Kazachstan ·
Kosovo ·
Kroatië ·
Letland ·
Libië ·
Liechtenstein ·
Litouwen ·
Luxemburg ·
Malta ·
Marokko ·
Mexico ·
Moldavië ·
Montenegro ·
Nederland ·
Nieuw-Zeeland ·
Nigeria ·
Noord-Ierland ·
Noord-Korea · 
Noorwegen ·
Oekraïne ·
Oostenrijk ·
Palestina ·
Paraguay · 
Polen ·
Portugal ·
Qatar ·
Roemenië ·
Rusland ·
San Marino ·
Saoedi-Arabië · 
Schotland ·
Senegal · 
Servië · 
Slovenië ·
Slowakije ·
Sovjet-Unie ·
Spanje ·
Syrië ·
Tsjechië ·
Tsjecho-Slowakije ·
Turkije ·
Verenigde Staten ·
Wales ·
Wit-Rusland · 
Zuid-Korea ·
Zweden ·
Zwitserland
Colombia (2014) · 
Costa Rica (2014) · 
Duitsland (2012) · 
Ivoorkust (2014) · 
Japan (2014) ·
Polen (2012) ·
Portugal (2004, 2) · 
Rusland (2008) ·
Rusland (2012) ·
Spanje (2008) ·
Tsjechië (2012) ·
Zuid-Korea (2010) ·
Zweden (2008)